# أغنيس ماير
أغنيس ماير (بالإنجليزية: Agnes E. Meyer) (و. 1887 – 1970 م) هي صحفية، وناشطة سياسية، وناشِطة، من الولايات المتحدة الأمريكية، ولدت في مدينة نيويورك، توفيت عن عمر يناهز 83 عاماً.